# Emmerich Janetzky
Emmerich Janetzky, nemški general in vojaški zdravnik, * 6. oktober 1872, † 27. december 1954.